# بابادوك
بابادوك (بالإنجليزية: The Babadook)‏ هو فيلم رعب نفسي أسترالي من إخراج جنيفر كينت وبطولة إيسي ديفيس، نوح وايزمان ودانيال هينشال.عرض الفيلم في 22 مايو 2014.

## روابط خارجية
بابادوك على موقع IMDb (الإنجليزية)
- بابادوك على موقع ميتاكريتيك (الإنجليزية)
- بابادوك على موقع روتن توميتوز (الإنجليزية)
- بابادوك على موقع نتفليكس (الإنجليزية)
- بابادوك على موقع قاعدة بيانات الأفلام العربية
- بابادوك على موقع ألو سيني (الفرنسية)
- بابادوك على موقع Turner Classic Movies (الإنجليزية)
- بابادوك على موقع أول موفي (الإنجليزية)
- بابادوك على موقع بوكس أوفيس موجو (الإنجليزية)
- بابادوك على موقع فيلمافينيتي (الإسبانية)